# Bjerringbro
Bjerringbro er en stationsby i Midtjylland med 7.422 indbyggere  (2024) på begge sider af Gudenåen i den 2–3 km brede Gudenådal og er begyndt at kravle op ad dalens nord- og sydside. Bydelen på sydsiden hedder Sønderbro. Den nordlige bydel har ikke noget samlet navn. Bjerringbro ligger i Viborg Kommune, som hører under Region Midtjylland. Der er 24 kilometer til regionshovedbyen Viborg, 29 kilometer til Silkeborg, 30 kilometer til Randers og 50 km til Aarhus.
Bjerringbro ligger i Hjermind Sogn i Middelsom Herred.

## Historie
Byens beliggenhed er ikke helt tilfældig. Lidt længere mod vest løber Møllebækken fra nord ud i Gudenåen. Her lå en vandmølle, og i 1840-erne ville mølleren udvide sit opland til at omfatte området syd for åen. For egen regning lod han opføre en bro ("broen ved Bjerring" – derfor Bjerringbro) over åen. Så var der opstået et trafikknudepunkt, og det gav anledning til byens spæde begyndelse. Ved anlæggelse af jernbanen mellem Viborg og Langå blev der ydermere anlagt en station her, der blev taget i brug i 1863. Herefter tog byens udvikling for alvor fart.
I 1875 beskrives forholdene således: "Jernbanestationen Bjerringbro med Kjøbmandshandel, Gjæstgiveri og Lægebolig".
Bjerringbro havde omkring århundredeskiftet udskibningssted med pakhus ved Gudenåen, apotek, lægebolig, købmandshandel, mølle, gæstgiveri, markedsplads (marked i hver måned med kreaturer), jernbane-, telegraf- og telefonstation samt postekspedition.
Omkring århundredeskiftet havde Bjerringbro således udviklet sig til et mindre egnscenter. Befolkningstallet i Bjerringbro stationsby var i 1906 507 indbyggere, i 1911 695 indbyggere, i 1916 954 indbyggere, i 1921 1.242 indbyggere, i 1925 1.465 indbyggere, i 1930 1.861 indbyggere, i 1935 2.069 indbyggere, i 1940 2.089 indbyggere, i 1945 2.337 indbyggere, i 1950 2.757 indbyggere, i 1955 3.153 indbyggere og i 1960 3.582 indbyggere.
Byen voksede for alvor efter århundredeskiftet. I 1930 havde den bredt sig syd for Gudenåen, hvor bydelen Sønderbro havde udviklet sig. Byen fik en ny kirke i romansk stil opført 1918—19 (tegnet af arkitekt Lønborg-Jensen), der var i 1930 præstebolig (opført 1923, arkitekt Vig-Nielsen), kommunal skole (opført 1906, udvidet i 1923), mellem- og realskole (opført 1920), teknisk skole (opført 1909), nyt posthus (1921). Byen havde flere andelsforetagender, således svineslagteri (1912), elektricitetsværk (anlagt 1906, ombygget 1924), vandværk (fra 1906). Der var postkontor og telegrafstation, offentligt slagtehus, 2 læger, 3 dyrlæger, filial af Privatbanken for Viborg og Omegn, hotel, afholdshotel og gæstgiveri samt biograf. Af fabrikker og industrielle anlæg kan nævnes et savskæreri (ca. 30 arbejdere), cementvarefabrik, trævarefabrik, vandmølle og vindmølle, der var mange købmandsforretninger samt andre handlende og håndværkere. Ifølge folketællingen 1930 ernærede 158 indbyggere sig ved landbrug m.v., 969 ved industri og håndværk, 186 ved handel, 131 ved transport, 72 ved immateriel virksomhed, 157 ved husgerning, 178 var ude af erhverv og 10 havde ikke angivet oplysninger.

## Beliggenhed
Bjerringbro ligger i Gudenådalen, hvor sekundærrute 575 set fra syd først passerer Gudenåen, derefter jernbanen mellem Viborg og Langå og endelig krydser den sekundærrute 525.

## Administration
Før kommunalreformen i 2007 var byen hovedsæde i Bjerringbro Kommune, men har siden ligget i Viborg Kommune.

## Erhvervsliv
Byen er præget af den store industrivirksomhed Grundfos nord for rute 525 i den østlige ende af byen. Grundfos blev etableret af Poul Due Jensen i 1944 og har udviklet sig til en af verdens førende pumpefabrikker. 50% af verdens cirkulationspumper produceres af virksomheden. Ved udgangen af 2010 udgjorde antallet af ansatte på verdensplan ca. 17.000, heraf over 4.000 i Bjerringbro. Omkring halvdelen af de ansatte i Bjerringbro bor i byen, resten indpendler. Af andre kendte virksomheder kan nævnes kontormøbelfabrikkerne Duba-B8 og Holmris, vinduesfabrikken Cetonia, Jokrem ApS som driver Multikøb.dk og BSM Maskinfabrik. Madsens Hotel er lukket. Herudover har byen et sædvanligt forretningsliv med butikker, håndværkere, liberale erhverv og en række mindre virksomheder. I kontorhotellet Base Business Bjerringbro, hvor en del iværksættere og mindre virksomheder har til huse. I byen findes der syv supermarkeder, hvilket er et resultat af de mange pendlere, der ofte handler, før de tager hjem.

## Kultur og Fritid
Bjerringbro Idrætspark råder bl.a. over faciliteter til håndbold, badminton, basketball, bordtennis, svømning, både pigefodbold og drengefodbold, tennis, BIF gymnastik og skydning. Adskillige foreninger og klubber driver disse aktiviteter og sørger for træning til unge og voksne. Desuden rummer idrætsparken et fitnesscenter. I 2015 blev der åbnet nye sauna- og wellnessfaciliteter i forbindelse med svømmehallen.

## Undervisning
Bjerringbro har to folkeskoler, fire friskoler, en efterskole, et gymnasium og en højskole.
Bøgeskovskolen, der ligger på Sønderbro, har 414 elever (august 2014) fordelt på klasserne 0-9. Egeskovskolen har 612 elever (juni 2014) fordelt på klasserne 0-9 samt en række specialklasser. Gudenådalens Friskole er en Grundtvig-Koldsk friskole grundlagt i 1985. Skolen har 147 elever (august 2015) fordelt på klasserne 0-9. Yderligere tre friskoler ligger i nærliggende landsbyer - Tange Kristne Friskole med 69 elever (april 2015) fordelt på klasserne 0.-9, den grundtvigsk-koldske Mammen Friskole (0.-8. kl) og Nørreåskolen (0.-8. kl). Flere af de lokale friskoler samarbejder om forskellige undervisningsprojekter og sociale aktiviteter rettet primært mod de ældste elever. I udkanten af byen ligger Hedemølle Efterskole oprettet i 1980 af den kirkelige forening Evangelisk Luthersk Mission. Hedemølle Efterskole tilbyder 8.-10. kl.
Bjerringbro Gymnasium, der ligger nabo til Bøgeskovskolen på Sønderbro, tilbyder 8 studieretninger opdelt i de fire hovedtyper: Naturvidenskabelig, samfundsvidenskabelig, sproglig og kunstnerisk.
Nørgaards Højskole tilbyder en række længere eller kortere kurser med vægt på medier og film.
Ved siden af Bjerringbro Gymnasium og Bøgeskovskolen ligger Naturvidenskabernes Hus, der er et udviklingscenter for naturfagsundervisning for elever fra 0. klasse til udgangen af ungdomsuddannelserne. Formålet er at inspirere, styrke og udvikle undervisningen i de naturvidenskabelige fag i grundskolen og de gymnasiale ungdomsuddannelser, så børn og unges interesse for naturvidenskab øges og fastholdes frem til valg af uddannelse. Huset er ansvarlig for en lang række udviklingsprojekter møntet på innovative metoder og redskaber, der kan gøre undervisningen mere engagerende for eleverne. NORD arkitekter sammen med ingeniørfirmaet Arup stod for udformningen af bygningen, som blev taget i brug i 2009. Viborg Kommune, Fonden Realdania og Poul Due Jensens Fond var hovedsponsorer af projektet til 54 mio. kroner.

## Bygninger og institutioner
Bjerringbro Kirke, der er tegnet af arkitekt Harald Lønborg-Jensen, er opført 1918-19 og indviet 31. august 1919. Kirken er bygget i romansk landsbystil med rundbuede hvælvinger. Skibet er opført i mursten. Tårnet er i marksten fra sognets marker. Begge dele er hvidkalkede og taget er rødt tegl. Kirken er udvidet i 1957 med præsteværelse og apsis og i 1961 med sideskib og dåbsventeværelse.
En markant bygning i Bjerringbro er Gudenåhuset (kulturhus), der er sammenbygget med det tidligere rådhus. De to bygninger er tegnet af arkitektfirmaet Kjeldgaard og Pedersen, Viborg, og er i samme stil. Rådhuset blev taget i brug i 1979 og Gudenåhuset i 2000. Bygningen ligger på en skrånende grund, der gør den mere monumental. Taget er udført i korroderet stål og fremstår rustent; murværket er udført i teglsten. Rådhuset er indrettet med storrumskontorer. Kulturhuset rummer bibliotek, lokalarkiv, udstillingslokaler, møde- og koncertsal (Viften), mødelokaler til foreninger, biograf og et cafeteria.
På Vestre Ringvej i byen ligger Gudenådalens Museum, der foruden en ældre landbrugssamling indeholder genstande fra old- og vikingetid fundet omkring Nørreåen og Gudenåen. Ved museet ligger en park med kopier af gamle runesten.

## Oplandet
Tæt ved byen ligger Gudenaacentralen eller Tangeværket, som er et elektricitetsværk, der producerer strøm ved hjælp af vandkraft fra den opdæmmede Tange Sø. Der findes tillige et el-museum på stedet. Bjerringbro-området har to lokale dagblade tilknyttet, nemlig Viborg Stifts Folkeblad og Midtjyllands Avis.